# Bettina Ernst
Bettina Ernst (* 14. Dezember 1968 in Rapperswil) ist eine ehemalige Schweizer Kunstturnerin, mehrfache Schweizermeisterin und Triathletin.

## Werdegang
Bettina Ernst war im Kunstturnen aktiv und gehörte mit 14 Jahren zum Schweizer Nationalkader.
1984 startete sie in Los Angeles im Gerätturnen bei den Olympischen Spielen. Sie belegte im Mehrkampf den 51. Rang und mit der Mannschaft den achten.
1983 und 1985 startete sie bei den Weltmeisterschaften in Budapest und Montreal und 1985 nahm Bettina Ernst auch an den Europameisterschaften in Helsinki teil.
Sie ist neunfache Schweizermeisterin im Kunstturnen.
Nach zehn Jahren Kunstturnen wechselte Bettina Ernst zum Triathlon.
1996 startete sie auf der Triathlon-Langdistanz beim Ironman Hawaii  (3,86 km Schwimmen, 180,2 km Radfahren und 42,195 km Laufen), belegte den 18. Gesamtrang und sie konnte die Altersklasse der 25- bis 30-jährigen gewinnen. 1998 konnte sie diesen Erfolg nochmals wiederholen.
Heute ist Bettina Ernst als Naturwissenschaftlerin in der Immunologie tätig. Sie ist Mitgründerin zweier Firmen und sitzt als Investorin in mehreren Aufsichtsgremien.

## Sportliche Erfolge
| Datum/Jahr    | Rang | Wettbewerb             | Austragungsort  | Zeit     | Bemerkung                                         |
| ------------- | ---- | ---------------------- | --------------- | -------- | ------------------------------------------------- |
| 2001          | 2    | Inferno Triathlon      | Berner Oberland |          |                                                   |
| 3. Okt. 1998  |      | Ironman Hawaii         | Hawaii          |          | Siegerin der Altersklasse W25-30                  |
| 9. März 1997  | 7    | Ironman New Zealand    | Auckland        | 10:34:09 |                                                   |
| 1996          | 1    | Superfrog Triathlon    | Coronado        |          | 1,9 km Schwimmen, 87 km Radfahren, 21,1 km Laufen |
| 26. Okt. 1996 | 18   | Ironman Hawaii         | Hawaii          | 10:06:28 | Siegerin der Altersklasse W25-30                  |
| 3. März 1996  | 6    | Ironman New Zealand    | Auckland        | 10:38:49 |                                                   |
| 29. Juli 1995 |      | Half Vineman Triathlon | Sonoma County   | 04:35:23 |                                                   |